# Jour des forces armées (Pologne)
Pour les articles homonymes, voir Jour des forces armées.
Le jour des forces armées ou fête des forces armées (en polonais : Święto Wojska Polskiego) est un jour férié observé le 15 août en Pologne, commémorant la victoire à la bataille de Varsovie en 1920 (surnommée le « miracle de la Vistule ») lors de la guerre soviéto-polonaise. Il est célébré en même temps que l'Assomption. L'événement est marqué par des parades militaires (dont la plus importante se déroule dans le centre-ville de Varsovie) de toutes les branches des forces armées polonaises à travers le pays. À l'origine institué par la Deuxième république, il fut bannit entre 1947 et 1992 sous le régime communiste.
En tant qu'État membre de l'OTAN, le jour des forces armées en Pologne attire généralement des représentants d'autres forces de l'Alliance. Ainsi la garde d'honneur du 1er régiment d'artillerie de l'armée française a défilé à Varsovie en 2007.

## Galerie de photos

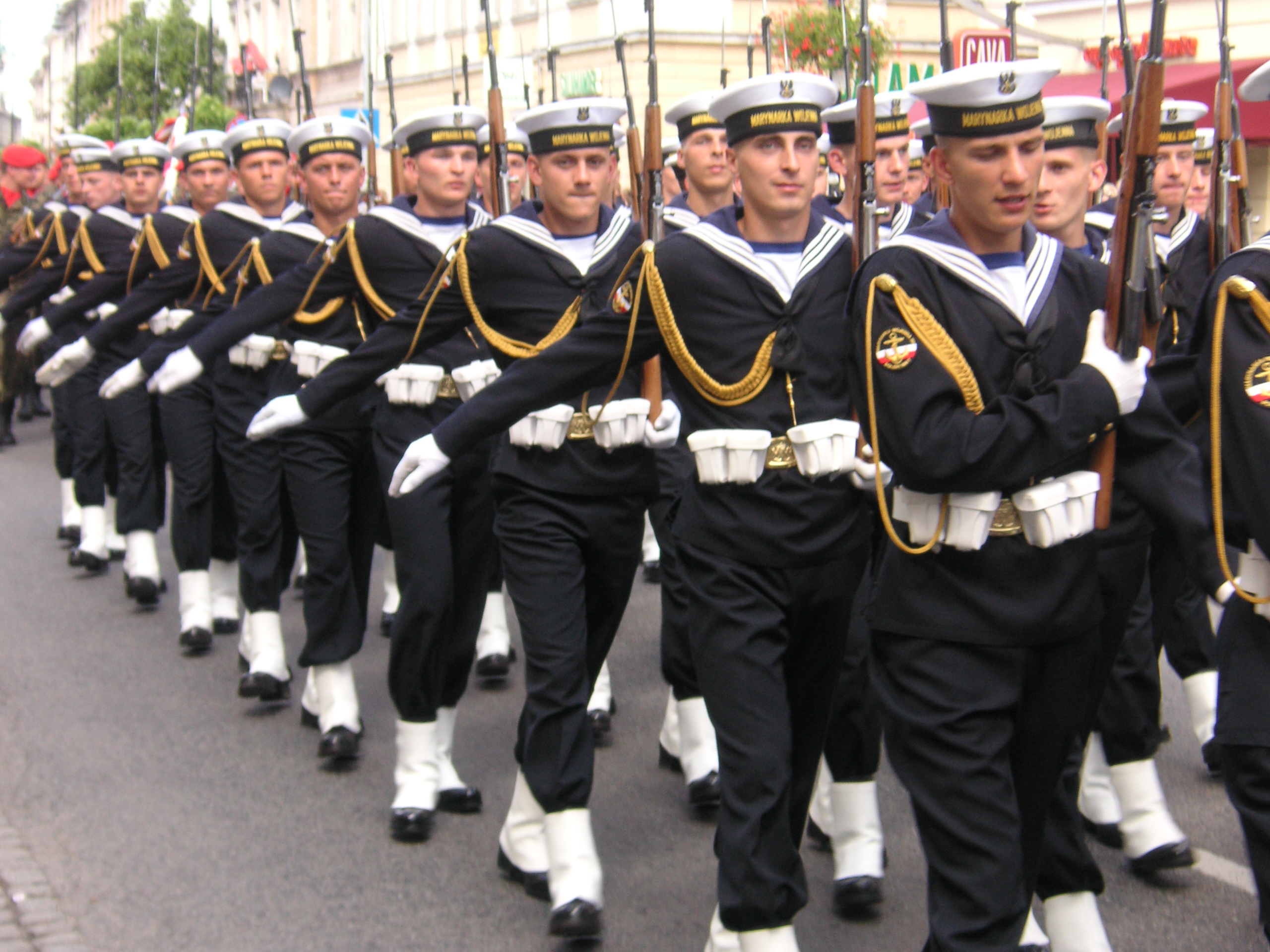
Marins de la marine polonaise, Varsovie, 2006.
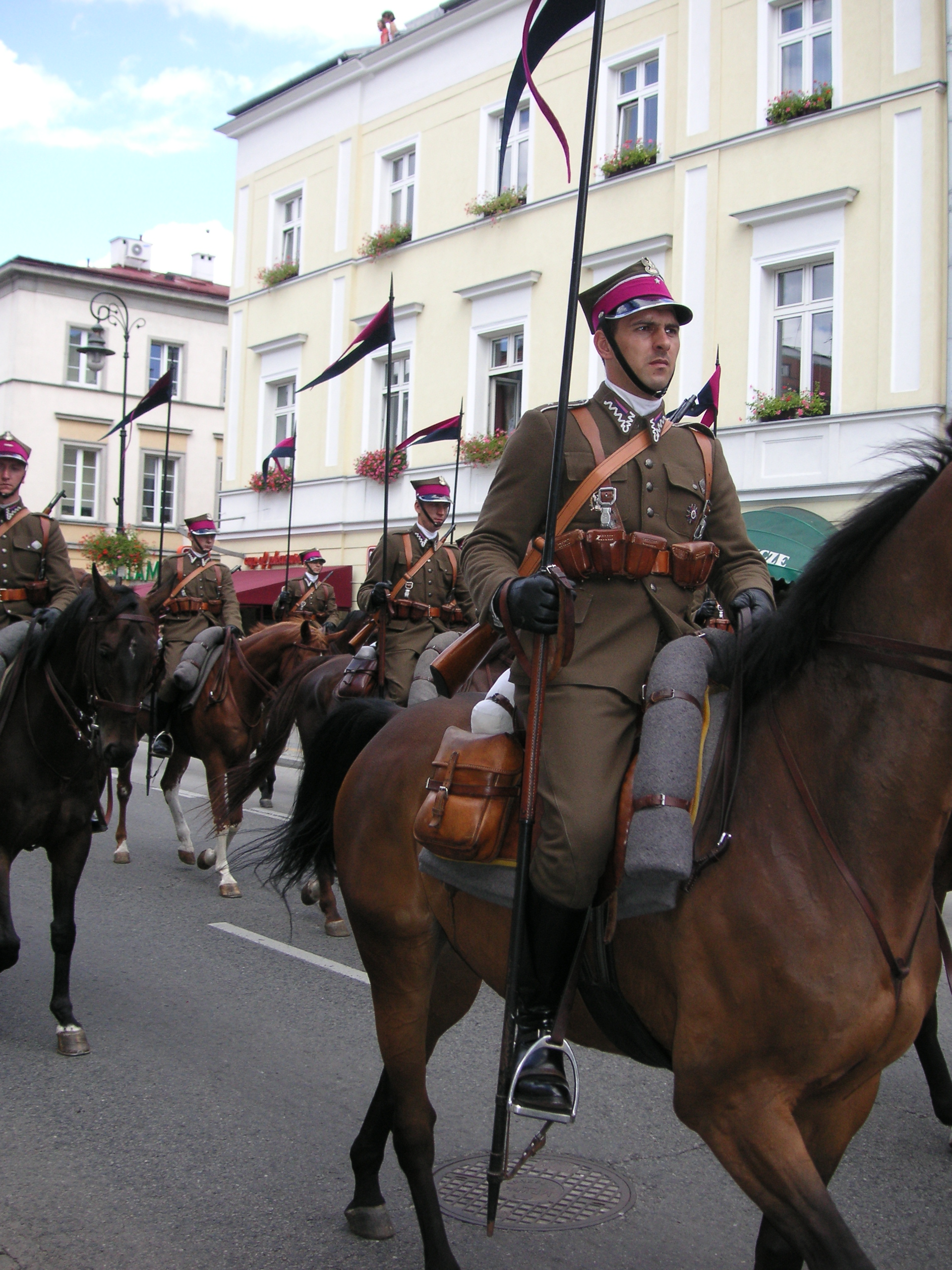
Cavalerie polonaise, Varsovie, 2006.
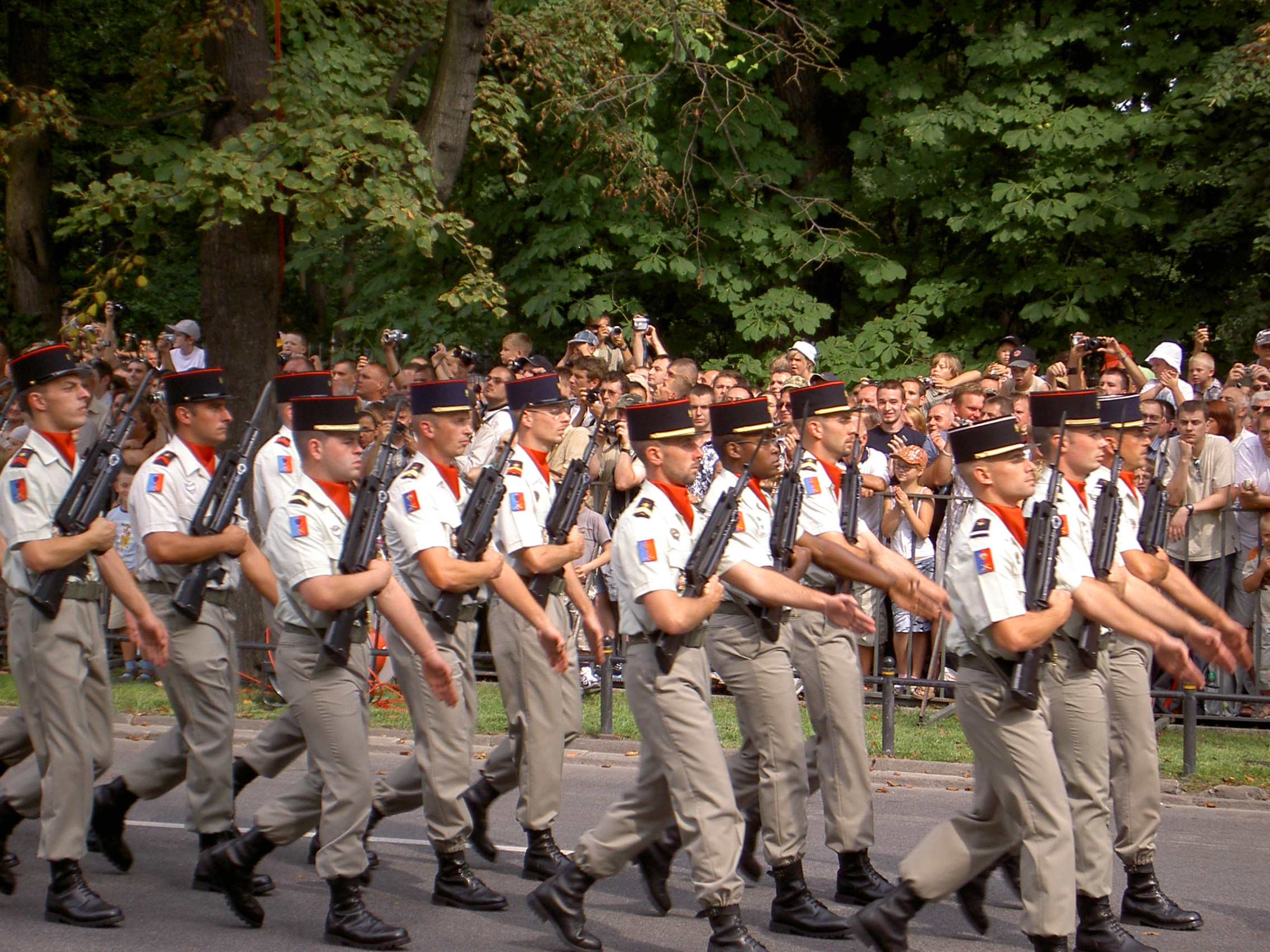
Garde d'honneur du 1er régiment d'artillerie de l'armée française, Varsovie, 2007.
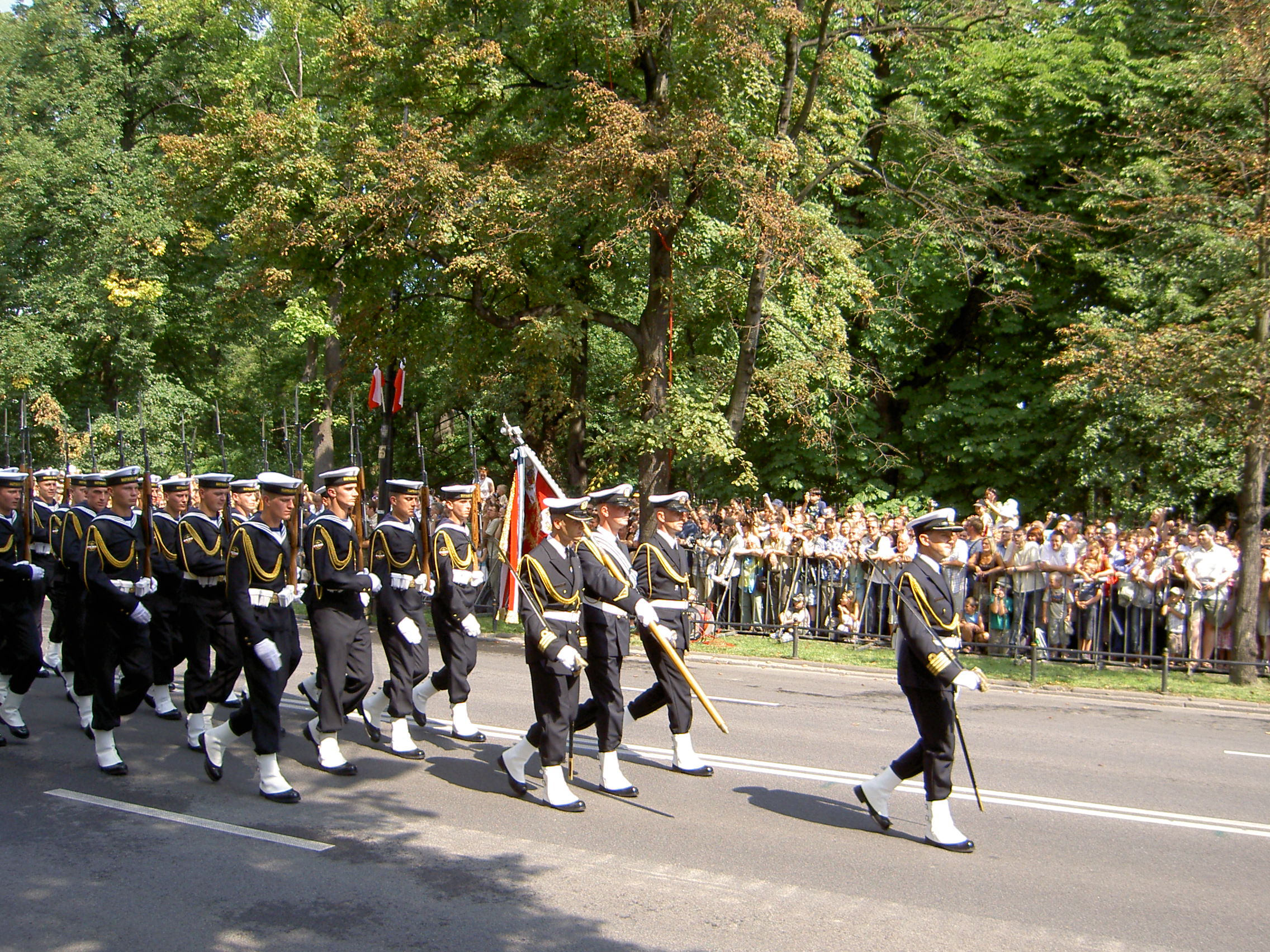
Marins de la marine polonaise, Varsovie, 2007.
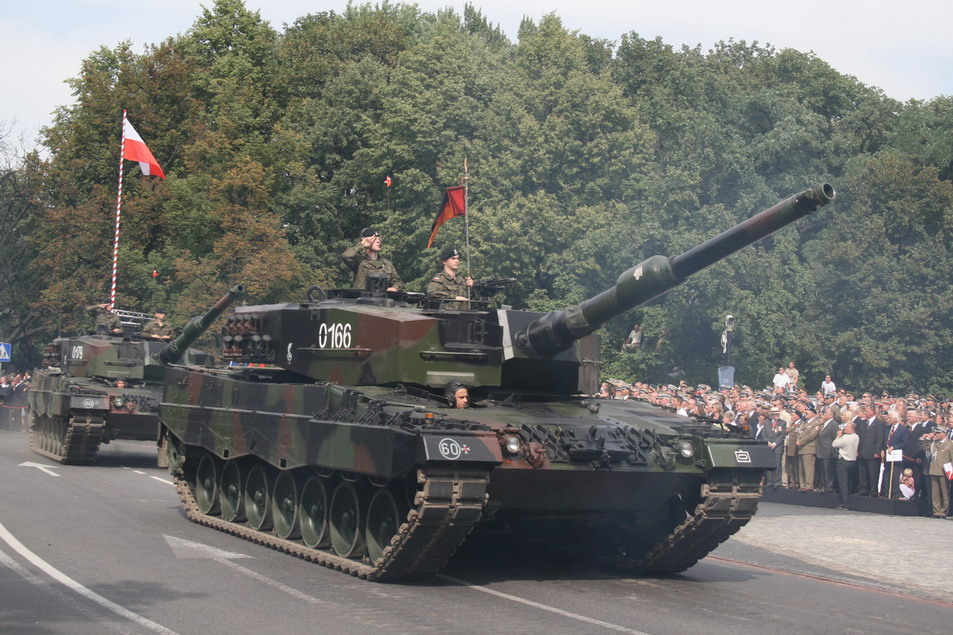
Colonne de chars polonais Léopard 2, Varsovie, 2007.
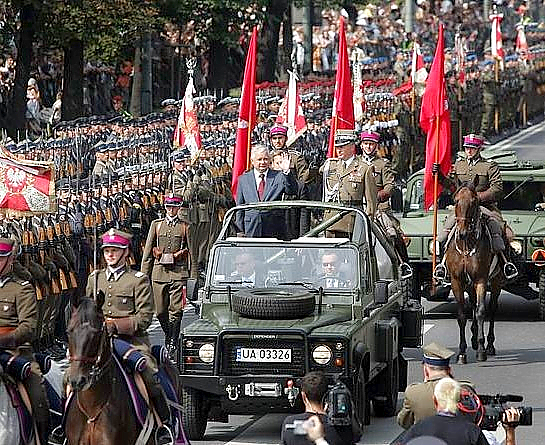
Le président Lech Kaczyński lors d'une revue de troupes, Varsovie, 2007.
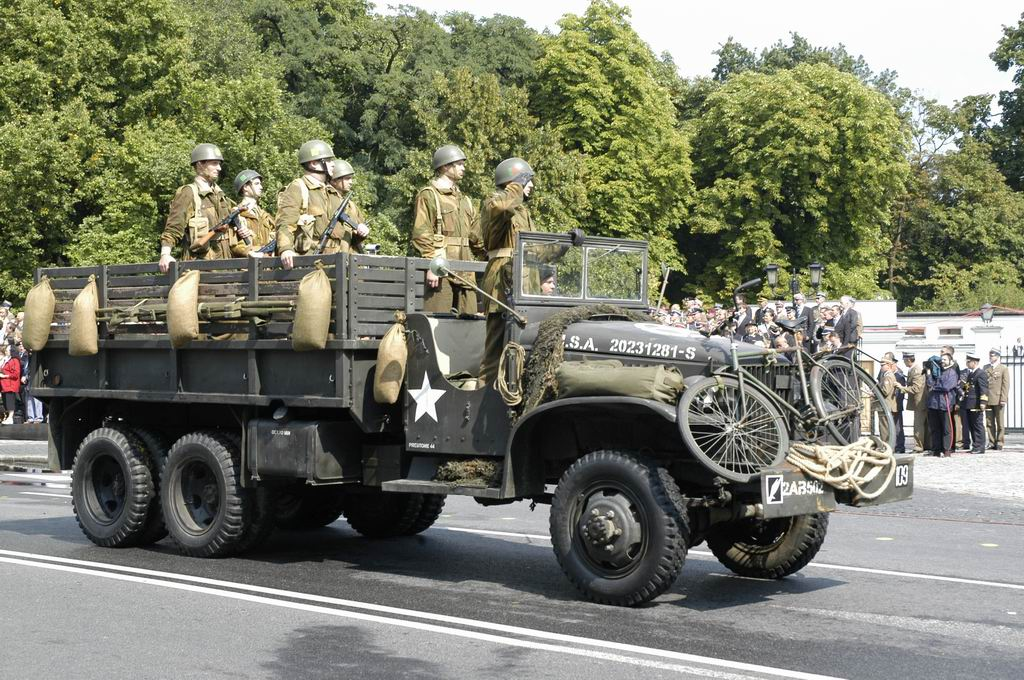
Soldats polonais portant les uniformes de la Seconde Guerre mondiale, Varsovie, 2008.